# Tel Qasile

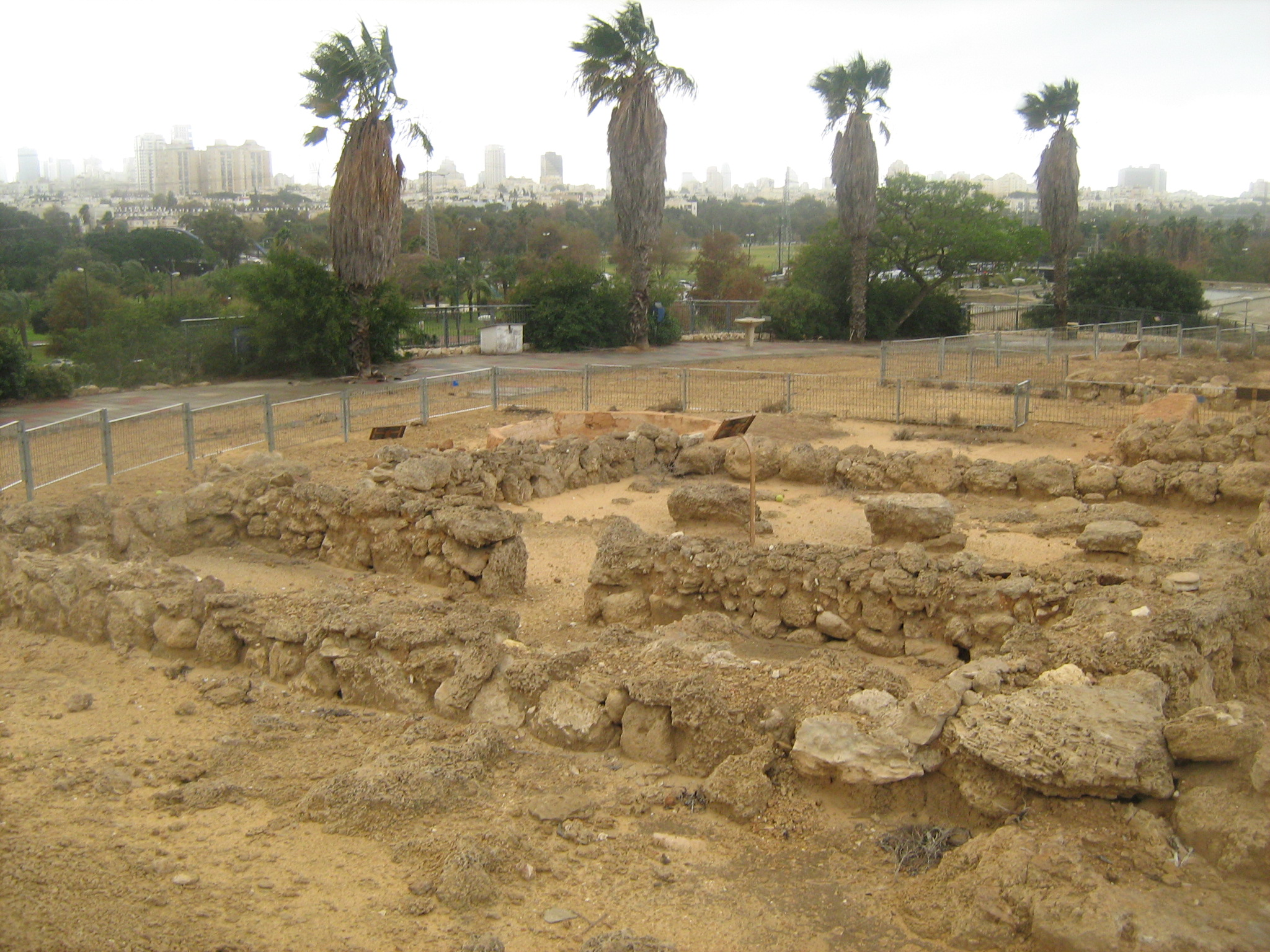
Site de Tel Qasile

Tel Qasile est un site archéologique situé en Israël. Il se trouve aujourd'hui dans le Musée de la Terre d'Israël dans le quartier de Ramat Aviv au nord de Tel Aviv, à proximité du Yarkon. Les restes archéologiques qui y ont été trouvés contribuent à la connaissance des Philistins qui étaient installés sur le tel depuis le XIIe siècle jusqu'au début du Xe siècle av. J.-C.
Le tel compte 12 couches archéologiques. Les 3 plus anciennes ont trait à l'occupation philistine.